# Romualda Bogaerts
Romualda Mimosa Maria Bogaerts-van Stolk (* 20. Juni 1921 in Huis ter Heide; † 22. März 2012 in Laren) war eine niederländische Bildhauerin.

## Leben und Werk

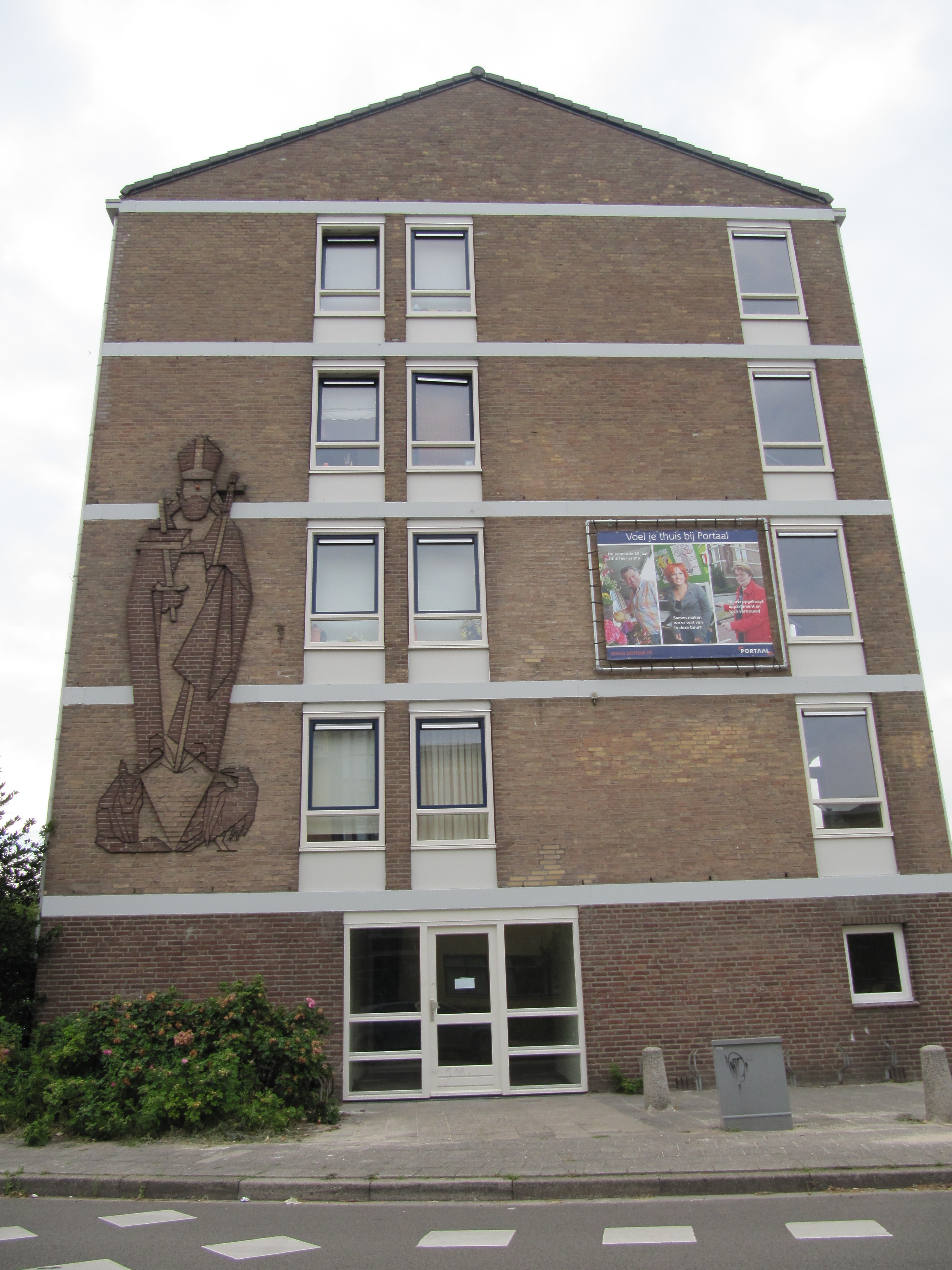
Fassadenrelief in Amersfoort

Romualda van Stolk wurde am 20. Juni 1921 in Huis ter Heide geboren. Ihre Eltern waren Adriaan Pieter van Stolk (1883–1926), der die Kunstsammlung seiner Grußeltern im Van Stolk Museum verwaltete und die Keramikerin und Malerin Sophie van der Does de Willebois (1891–1961). Ihr Bruder war der Keramiker Jan van Stolk (1920–1997). Als Kind lebte sie mit ihren Eltern auf den Kanarischen Inseln, in Italien und Griechenland. Ihre Mutter war Keramikerin und betrieb einige Zeit eine Majolika-Fabrik in Italien. 1934 kehrte sie mit ihrer Mutter und ihrem Stiefvater Luigi de Lerma in die Niederlande zurück. Sie heiratete 1943 den Maler Petrus Adrianus Emile Bogaerts. Sie fertigte monumentale Kunstwerke an, etwa das Fassadenrelief des Heiligen Bonifatius für einen Apartmentkomplex in Amersfoort, das sie gemeinsam mit ihrem Mann entwarf.
Nachdem sie zusammen mit Geertruida Egberta Loeff am 30. April 1942 in Amsterdam gegen die Maßnahme für Juden, einen Davidstern zu tragen, protestierte, indem sie einen mit ihrem Namen darauf trugen, wurden sie festgenommen und dem Sicherheitsdienst zur Verfügung gestellt.
Romualda Bogaerts starb am 22. März 2012 in Laaren.